# International Online Film Critics
L'International Online Film Critics' Poll (IOFCP) est un sondage international de critiques de cinéma américains, britanniques, italiens, espagnols, polonais, français et canadiens, fondée en 2007 par George McCoy. Tous les deux ans, l'International Online Film Critics' Poll récompense les meilleurs films des deux années précédentes.

## Historique
Les critiques sont issus des journaux, magazines et sites internet nationaux suivants : Metroactive, Le Nouvel Observateur, Mymovies.it, Cinefilos.it, Las Vegas Weekly, Examiner.com, BBC, The Times, IndieWire, etc.
En 2010, le classement inclut le meilleur film de la décennie (Le Seigneur des anneaux : Le Retour du roi), le meilleur réalisateur de la décennie (Peter Jackson pour Le Seigneur des anneaux : Le Retour du roi), le meilleur acteur de la décennie (Philip Seymour Hoffman dans Truman Capote), la meilleure actrice de la décennie (Charlize Theron dans Monster) et le Top 10 des films de la décennie.

## Catégories de récompense
- Top 10 des films de l'année
- Meilleur film
- Meilleur réalisateur
- Meilleur acteur
- Meilleure actrice
- Meilleur acteur dans un second rôle
- Meilleure actrice dans un second rôle
- Meilleure distribution
- Meilleur scénario original
- Meilleur scénario adapté
- Meilleurs décors
- Meilleure photographie
- Meilleur montage
- Meilleurs effets visuels
- Meilleure musique de film

## Palmarès 2009

### Meilleure musique de film
- Les Cerfs-volants de Kaboul (The Kite Runner) – Alberto Iglesias

### Meilleurs effets visuels
- Pirates des Caraïbes : Jusqu'au bout du monde (Pirates of the Caribbean: At World's End) – John Frazier, Charles Gibson, Hal T. Hickel et John Knoll[3]